# العلة الأولى

مجرة الدوامة

العِلَّةُ الأُولَى أو المُسَبِّبُ الأوَّل مصطلح فلسفي-فيزيائي يستخدم للإشارة إلى العلة أو المسبب الذي كان وراء خلق هذا الكون الشاسع، والذي يدثر بداخله النجوم والكواكب والنيازك والمذنبات وغيرها. ويدرس علم الكون الفيزيائي حركات الأجسام النجمية لمعرفة العلة الأولى، حيث يختلف منظور المسبب الأوّل للكون من عقيدة إلى عقيدة أُخرى، ولكن معظم هذه العقائد تنسبُ المسبب الأول للكون هو انفجار غازيّ أو على طريقة أخرى انفجار مادة في الفضاء الفارغ أنتجت مليارات المجرات التي تحوي بداخلها مليارات النجوم والكواكب، بالإضافة إلى كون هذه المليارات من المجسمات تعود على هيئة كُره كونية ضخمة كان مسببها الأول مادّة غير معرّفة، قد يعتبرها اللادينيون صدفة خلقت نفسها وكوّنت هذا الكون واعتبر المتدينين أن المعظمية العظمى توقِن بأن هذه المادّة خلقت بفضل الخالق، ثم كونت هذا الكون الضخم.